# Port Victoria (Kenya)
Pour les articles homonymes, voir Port Victoria.
Port Victoria est une ville à la frontière entre le Kenya et l'Ouganda. Elle est surtout connue comme repaire de contrebandiers.
Selon le roman Kahawa de Donald Westlake, Port Victoria était censé être le terminus de la voie ferroviaire construite par les Britanniques en provenance de Mombasa, et par conséquent le principal port du lac Victoria (d'où le nom de Port Victoria). Finalement, le lac a été atteint, mais pour des raisons de coût, à Kisumu, 80 km moins loin. Port Victoria, malgré son port naturel, n'a pas tardé à tomber à l'abandon.